# Bathysolea
Bathysolea es un género de peces de la familia Soleidae, del orden Pleuronectiformes. Este género fue descrito por primera vez en 1916 por Louis Roule.

## Especies
Especies reconocidas del género:
- Bathysolea lactea Roule, 1916
- Bathysolea lagarderae Quéro & Desoutter, 1990
- Bathysolea polli (Chabanaud, 1950)
- Bathysolea profundicola (Vaillant, 1888)

### Lectura recomendada
- Eschmeyer, William N. 1990. Genera of Recent Fishes. iii + 697.
- Eschmeyer, William N., ed. 1998. Catalog of Fishes. Special Publication of the Center for Biodiversity Research and Information, no. 1, vol 1-3. 2905.